# Terence Lyons

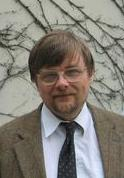
Terence Lyons (2008)

Terence „Terry“ John Lyons (* 1953) ist ein britischer Mathematiker, der sich mit Wahrscheinlichkeitstheorie und Finanzmathematik beschäftigt.
Lyons studierte am Trinity College der Universität Cambridge (Bachelorabschluss) und wurde an der Universität Oxford promoviert. Er war an der UCLA, dem Imperial College London und der University of Edinburgh, bevor er Wallis Professor für Mathematik an der Universität Oxford wurde. Dort ist er auch Direktor des Oxford-Man Institute of Quantitative Finance.
Er befasst sich mit stochastischer Analysis, speziell Kontrolle nichtlinearer Systeme, die von Rough Paths angetrieben werden (wörtlich raue Pfaden, das Konzept stammt von ihm).
2000 erhielt er den Pólya-Preis, 1986 den Whitehead-Preis und 1985 den Rollo-Davidson-Preis. Er ist Fellow der Royal Society of Edinburgh und der Royal Society (2002), des Institute of Mathematical Statistics (2005) und der Learned Society of Wales (2011). 2007 wurde er Ehrendoktor der Universität Toulouse und seit 2010 ist er Honorary Fellow der Aberystwyth University.
2004 war er Invited Speaker auf dem Europäischen Mathematikerkongress in Stockholm (Systems controlled by rough paths). 2014 war er eingeladener Sprecher auf dem ICM in Seoul (Rough paths, signatures and the modelling of functions on streams).

## Schriften
- Differential equations driven by rough paths, Rev. Mat. Iberoamericana, Band 14, 1998, S. 215–310 (Einführung Rough Path Analysis).
- mit Zhongmin Qian: System Control and Rough Paths, Oxford Mathematical Monographs, Oxford University Press 2002.
- mit Michael J. Caruana, Thierry Lévy: Differential equations driven by rough paths, École d’Eté de Probabilités de Saint-Flour Nr. 34, 2004, Springer Verlag 2007.
- mit N. Victoir: Cubature on Wiener Space, Proc. Roy. Soc. A, Band 460, 2004, S. 169–198.